# Ram (Bijbel)
Ram (Hebreeuws:  רם; hoog) is een persoon uit de Bijbel en heeft betrekking op drie verschillende personen.
1. De eerste Ram in de Bijbel is een zoon van Chesron en een nakomeling van Juda. Deze Ram is een voorvader van koning David[1] en Jezus.[2] In het geslachtsregister in Lucas wordt hij 'Arni' genoemd.[3]
2. Ram is ook de naam van de Stamvader van Elihu, de metgezel van Job[4].
3. Een andere persoon met de naam Ram is de eerste zoon van Jerahmeël, een neef van de eerstgenoemde Ram.[5]